# Папистский заговор
Папистский заговор — никогда не существовавший в реальности заговор, история о котором была придумана и сфабрикована Тайтусом (Титом) Оутсом и привела к антикатолической истерии, охватившей Англию, Уэльс и Шотландию в период с 1678 по 1681 годы. Оутс утверждал, что существует крупный заговор католиков с целью убийства короля Карла II. В результате как минимум 15 человек были преданы смертной казни по ложному обвинению. Однако в конце концов ложность обвинений Оутса вскрылась, что привело к его аресту и последующему осуждению за лжесвидетельство.

## Предыстория
Вымышленный папистский заговор усугублялся многими историческими событиями в XVI веке: в него поверили только ввиду того обстоятельства, что до 1687 года антикатолические настроения среди в основном протестантского населения Англии только возрастали. Антикатолическая паника наблюдалась уже в 1533 году во время английской Реформации. Кроме того, заговор Ридольфи в 1571 году, заговор Бабингтона в 1580 году и Пороховой заговор 1605 года тоже привели к антикатолической паранойе. Правление Марии I, атака испанской Непобедимой Армады и Великий пожар в Лондоне в 1666 году тоже были событиями, которые существенно повлияли на рост антикатолических настроений и активизации ненависти протестантов к католикам, благодаря чему слухи о заговоре против Карла II могли казаться вполне правдоподобными.
В декабре 1677 года появился анонимный памфлет (возможно, написанный Эндрю Марвеллом), распространивший тревогу в Лондоне заявлением о том, что Папа планирует свергнуть законное правительство Англии.

## Заговор
Фиктивный папистский заговор затевался очень своеобразно. Оутс и его сосед священник Израиль Тонг создали большую рукопись, которая обвиняла авторитетов католической церкви в подготовке убийства Карла II. Иезуиты в Англии якобы должны были выполнить эту задачу. Рукопись также содержала имена почти 100 иезуитов и сторонников, предположительно участвующих в этом заговоре. В этой рукописи не было ни слова правды.
Оутс подбросил экземпляр рукописи в доме сэра Ричарда Баркера. На следующий день Тонг якобы нашёл рукопись и показал её знакомому, Кристоферу Киркби, который был потрясён и решил сообщить об этом королю. Киркби был химиком и бывшим помощником в научных экспериментах короля Карла. 13 августа 1678 года, в то время как Карл гулял в парке Сент-Джеймс, химик сообщил ему о заговоре. Карл первоначально отнёсся к этой информации пренебрежительно, но Киркби заявил, что он знает имена заговорщиков, которые планировали застрелить короля на прогулке, а если бы это не помогло, то врач королевы, сэр Джордж Уэйкман, должен был отравить его. Когда король потребовал доказательств, химик предложил привезти Тонга, который знал обо всём этом лично. Карл велел Киркби доставить Тонга до прибытия графа Дэнби. Тонг затем солгал Дэнби, сказав, что он нашёл рукопись, но не знает её автора.
Дэнби посоветовал королю начать расследование. Карл II отклонил это предложение, утверждая, что всё дело было абсурдным. Он приказал Дэнби держать события втайне, чтобы не будоражить мыслью о цареубийстве умы людей. Тем не менее слух о рукописи дошёл до герцога Йоркского, который публично призвал к расследованию дела. В ходе расследования всплыло имя Оутса.
6 сентября Оутс был вызван, прежде чем судья сэр Эдмунд Берри Годфри дал клятву перед своим выступлением перед королём. Оутс утверждал, что он был на иезуитском совещании, состоявшемся в таверне «Белая лошадь» в Стрэнде, Лондон, 24 апреля 1678 года. Согласно Оутсу, целью этой встречи было обсуждение убийства Карла II. На встрече якобы были обсуждены различные методы, среди которых были предложения о том, чтобы короля закололи ирландские головорезы, застрелили два солдата-иезуита или отравил врач королевы, сэр Джордж Уэйкман.
Оутс и Тонг предстали перед Тайным советом в конце месяца. Совет допрашивал Оутса. 28 сентября он составил 43 различных обвинения против членов католических религиозных орденов, в том числе против 541 иезуита и множества католических дворян. Он обвинял сэра Джорджа Уэйкмана, врача королевы, и Эдварда Коулмана, секретаря герцогини Йоркской (Мария Моденская) в планировании убийства. Хотя Оутс, возможно, выбрал имена случайным образом или с помощью графа Дэнби, было установлено, что Коулман переписывался с французским иезуитом, что дало основания осудить его. Уэйкман позже был оправдан.
В числе других лиц, которых обвинял Оутс, были доктор Уильям Фогарти, архиепископ Питер Тэлбот из Дублина, Сэмюэл Пипс и лорд Белейс. С помощью Дэнби список вырос до 81 обвиняемого. Оутсу был дан отряд солдат, и он начал погромы иезуитов.

## Убийство Годфри
Обвинениям  мало доверяли до убийства сэра Эдмунда Берри Годфри, члена парламента и решительного сторонника протестантизма. Его исчезновение 12 октября 1678 года, нахождение его тела 17 октября и последующий отказ в расследовании его убийства возбудили волнения среди протестантского населения. Он был задушен и уже после смерти пронзён множество раз его же мечом. Многие из его сторонников обвинили в этом убийстве католиков. Лорды просили короля Карла изгнать всех католиков из Лондона на расстояние в радиусе минимум 20 миль, на что король согласился 30 октября 1678 года, но было слишком поздно, потому что Лондон был уже охвачен паникой.
Оутс ухватился за это убийство как доказательство того, что заговор был правдой. Убийство Годфри и открытие переписки Эдварда Коулмана представляли собой прочную основу для фактов лжи Оутса и других доносчиков, следовавших за ним. Оутс был призван свидетельствовать перед Палатой лордов и Палатой общин 23 октября 1678 года. Он свидетельствовал, что он видел ряд контрактов, подписанных верховным генералом иезуитов. Контракты предназначались офицерам, которые якобы будут командовать армией католических сторонников убийства Карла II и воцарения католического монарха. По сей день никто не знает, кто убил сэра Эдмунда Годфри (скорее всего это был Оутс).
Король Карл, сознавая опасность начавшихся беспорядков, вернулся в Лондон и созвал парламент. Он не был до конца убеждён в правдивости обвинений Оутса, но парламент и общественное мнение заставили его объявить о начале расследования. Парламент действительно верил, что этот заговор был реальным. Тонг был вызван для дачи показаний 25 октября 1678 года, где он дал показания о том, что Великий пожар 1666 г. в Лондоне был устроен папистами, а затем рассказал и о слухах, согласно которым планировался и другой аналогичный пожар. 1 ноября обе палаты приказали провести расследование, в ходе которого был обнаружен француз Чоку, хранивший порох в доме неподалёку. Как было обнаружено впоследствии, он был просто производителем фейерверков для короля.

## Обвинение пяти католических лордов
Оутс осмелел и обвинил пять лордов-католиков (граф Повис, виконт Стаффорд, лорд Арондейл, лорд Питр и лорд Белейсис) в участии в заговоре. Король отклонил обвинения, но граф Шефтсбери арестовал лордов и отправил их в Тауэр 25 октября 1678 года. Включившись в антикатолическую истерию, Шефтсбери публично потребовал, чтобы брат короля, Яков, был исключён из порядка престолонаследия, что вызвало кризис с Биллем об отводе. 5 ноября 1678 года люди сжигали чучела папы, а не Гая Фокса. В конце года парламент принял законопроект — второй Акт о присяге, за который голосовали все, за исключением католиков из членов обеих палат (закон не отменен до 1829 года).
1 ноября Палата общин решила начать процесс против «пяти папистских лордов». 23 ноября все документы Арондейла были изъяты и изучены комитетом Палаты лордов; 3 декабря пять лордов были признаны виновными в государственной измене, а 5 декабря Палата общин объявила процесс против Арондейла. Месяц спустя парламент был распущен, и разбирательство было прервано. В марте 1679 года было принято решение обеих палат о том, что роспуск не есть действие, достаточное для приостановки процесса. 10 апреля 1679 года Арондейл и трое других лордов (Белейсис был слишком болен, чтобы присутствовать) были доставлены в Палату лордов, чтобы защищаться против пунктов обвинения. Арондейл возмущался неопределённостью обвинения и просил коллег предоставлять компетентные доказательства. Но за эту просьбу 24 апреля проголосовали не все; 26 апреля заключённые были снова привлечены к Палате Лордов, и им было приказано исправить формулировку своей просьбы. Арондейл ответил коротко, объявив себя невиновным. Судебное разбирательство было назначено на 13 мая, но ссора между двумя палатами в вопросах деталей процедуры и законности допуска епископов в здание суда после роспуска задержали его начало до 30 ноября 1680 года. В этот день было принято решение приступить сначала к процессу против лорда Стаффорда, который был приговорён к смерти 7 декабря и обезглавлен 29 декабря. 30 декабря доказательства против Арондейла и трёх его товарищей по заключению было предписано подготовить, но открытие судебного процесса остановилось. Питр умер в Тауэре в 1683 году. Его товарищи по несчастью остались там до 12 февраля 1684 года, когда обращение к суду королевской скамьи об их освобождении под залог привело к успеху. 21 мая 1685 Арондейл, Повис и Белейсис пришли в Палате лордов представить ходатайства об аннулировании обвинений, и на следующий день их ходатайства были удовлетворены. 1 июня 1685 года их свобода была официально заверена на том основании, что свидетели давали против них ложные показания, и 4 июня билль об опале против Стаффорда был отменён.

## Другие обвинения
24 ноября 1678 г. Оутс заявил, что королева находится в сговоре с врачом короля и планирует отравить его, заручившись поддержкой "капитана" Уильяма Бедлоу. Король лично допросил Оутса, поймал его на ряде неточностей и лжи и выдал ордер на его арест. Тем не менее несколько дней спустя ввиду угрозы конституционного кризиса парламент был вынужден выпустить Оутса.
Истерия продолжалась. Дворянки носили с собой огнестрельное оружие, если им приходилось оказываться на улице в ночное время. Дома обыскивались на предмет скрываемого там оружия, в основном без какого-либо значимого результата. Некоторые католические вдовы пытались обеспечить свою безопасность, выходя замуж за англиканских вдовцов. В Палате общин был произведён обыск в ожидании второго Порохового заговора, также без какого-либо результата.
Любой, даже предположительный католик изгонялся из Лондона, им было запрещено находиться ближе чем в десяти милях от города. Оутс, в свою очередь, получил жильё от государства в Уайтхолле и годовое вознаграждение. Вскоре он представил новые обвинения, утверждая, что убийцы планируют убить короля серебряными пулями, так рана от такой пули не заживает. Общественность придумывала свои собственные истории, в том числе сказки о том, что шум от землекопных работ был услышан возле Палаты общин, и слухи о французском вторжении на остров Пурбек.
Тем не менее общественное мнение начало обращаться против Оутса. К этому времени уже состоялись казни по крайней мере 15 невинных, последним из которых был Оливер Планкетт, архиепископ Арма, 1 июля 1681 года. Главный судья Уильям Скроггс начал признавать обвиняемых невиновными, и король стал разрабатывать контрмеры.
31 августа 1681 года Оутсу было велено покинуть свои апартаменты в Уайтхолле, но он остался там и не остановился даже перед тем, чтобы осудить короля и герцога Йоркского. Он был арестован за призыв к мятежу, приговорён к штрафу в размере £100,000 и брошен в тюрьму.
Когда Яков II взошел на трон в 1685 году, он повторно осудил Оутса за лжесвидетельство. Оутс был впоследствии приговорён к лишению священнического одеяния, заключению в тюрьму на всю жизнь и к позорному столбу и ежегодным поркам. Оутс провёл следующие три года в тюрьме. После вступления на престол Вильгельма Оранского и его жены Марии  в 1689 году он был помилован, и ему была назначена пенсия в размере 260 фунтов стерлингов в год, но его репутация уже была безвозвратно испорчена. Выплата пенсий была затем отменена, но в 1698 году  восстановлена и увеличена до 300 фунтов стерлингов в год. Оутс умер 12 или 13 июля 1705 года, уже мало кому известный.

## Последствия
Общество Иисуса в наибольшей степени пострадало от "заговора" между 1678 и 1681 годами. В течение этого периода девять иезуитов были казнены, а двенадцать умерли в тюрьме. Три других смерти среди них были связаны с этим событием. Кроме того, они потеряли Комб в Херефордшире, который был штаб-квартирой иезуитов Южного Уэльса.
Другие католические религиозные ордена, такие как кармелиты, францисканцы и бенедиктинцы, также были затронуты вымышленным заговором. Им уже не разрешалось иметь больше определённого числа членов или миссий в Англии. Джон Кеньон указывает на то, что европейские религиозные ордена по всему континенту были затронуты "заговором", так как многие из них зависели от пожертвований английской католической общины для их существования. Многие католические священники были арестованы и осуждены, так как Тайный совет хотел удостовериться, что поймал всех тех, кто может владеть информацией о заговоре.
Вымышленный заговор имел последствия и для простых британцев-католиков. 30 октября 1687 года было издано предписание, согласно которому все католики, которые не были торговцами или владельцами собственности, должны были уехать из Лондона и Вестминстера. Они не имели права приближаться ближе чем на двенадцать миль к городу без специального разрешения. В течение этого периода католики подвергались штрафам, преследованиям и тюремным заключениям. Подобное отношение не изменилось до начала XIX века: остатки антикатолической истерии в обществе были потушены только законом 1829 года о помощи католикам, хотя антикатолические настроения и после этого остались среди политиков и народных масс.